# Tiro esportivo nos Jogos Pan-Americanos de 2015 - Skeet masculino
A categoria do skeet masculino foi um dos eventos do tiro esportivo nos Jogos Pan-Americanos de 2015, em Toronto. Foi disputada entre os dias 18 e 19 de julho no Pan Am Shooting Centre em Innisfil. 

## Calendário
Horário local (UTC-4)
| Data        | Horário | Fase                |
| ----------- | ------- | ------------------- |
| 18 de julho | 09:00   | Qualificação dia 1  |
| 19 de julho | 09:00   | Qualificação dia 2  |
| 19 de julho | 14:30   | Semifinal           |
| 19 de julho | 14:45   | Disputa pelo bronze |
| 19 de julho | 14:45   | Final               |

## Medalhistas
| Ouro   | USA Thomas Bayer          |
| Prata  | USA Dustin Perry          |
| Bronze | CUB Juan Miguel Rodríguez |

## Resultados

### Qualificação
| Pos. | Atirador                 | Nacionalidade            | 1  | 2  | 3  | 4  | 5  | Total | Desempate | Notas |
| ---- | ------------------------ | ------------------------ | -- | -- | -- | -- | -- | ----- | --------- | ----- |
| 1    | Federico Gil             | ARG Argentina            | 25 | 24 | 25 | 24 | 23 | 121   |           | Q     |
| 2    | Luis Bermudez            | PUR Porto Rico           | 24 | 24 | 23 | 24 | 25 | 120   |           | Q     |
| 3    | Thomas Bayer             | USA Estados Unidos       | 25 | 23 | 24 | 24 | 24 | 120   |           | Q     |
| 4    | Nicolas Pacheco Espinosa | PER Peru                 | 25 | 25 | 23 | 24 | 23 | 120   |           | Q     |
| 5    | Dustin Perry             | USA Estados Unidos       | 25 | 23 | 24 | 24 | 23 | 119   | +2        | Q     |
| 5    | Juan Miguel Rodríguez    | CUB Cuba                 | 24 | 25 | 23 | 24 | 23 | 119   | +2        | Q     |
| 7    | Rodrigo Zachrisson       | GUA Guatemala            | 23 | 24 | 24 | 23 | 25 | 119   | +1        |       |
| 8    | Juan Schaeffer           | GUA Guatemala            | 24 | 24 | 24 | 24 | 23 | 119   | +1        |       |
| 9    | Piero Olivari            | CHI Chile                | 22 | 24 | 25 | 23 | 24 | 118   |           |       |
| 10   | Guillermo Alfredo Torres | CUB Cuba                 | 23 | 24 | 24 | 21 | 25 | 117   |           |       |
| 11   | Nicolas Giha             | PER Peru                 | 25 | 23 | 23 | 22 | 24 | 117   |           |       |
| 12   | Julio Dujarric           | DOM República Dominicana | 24 | 24 | 24 | 23 | 22 | 117   |           |       |
| 13   | Michael Maskell          | BAR Barbados             | 21 | 25 | 23 | 23 | 24 | 116   |           |       |
| 14   | Luis Gallardo            | MEX México               | 21 | 25 | 24 | 22 | 24 | 116   |           |       |
| 15   | Fernando Gazzotti        | ARG Argentina            | 23 | 21 | 24 | 25 | 23 | 116   |           |       |
| 16   | Victor Silva             | VEN Venezuela            | 23 | 24 | 22 | 24 | 23 | 116   |           |       |
| 17   | Javier Rodríguez         | MEX México               | 24 | 22 | 24 | 23 | 23 | 116   |           |       |
| 18   | Jorge Atalah             | CHI Chile                | 24 | 24 | 23 | 23 | 21 | 115   |           |       |
| 19   | Jonathan Weselake        | CAN Canadá               | 22 | 23 | 25 | 23 | 21 | 114   |           |       |
| 20   | Jesus Medero             | PUR Porto Rico           | 24 | 22 | 22 | 23 | 22 | 113   |           |       |
| 21   | David Mylnikov           | CAN Canadá               | 21 | 23 | 22 | 23 | 23 | 112   |           |       |
| 22   | Lucio Gomez              | VEN Venezuela            | 22 | 20 | 22 | 23 | 23 | 110   |           |       |
| 23   | Renato Portela           | BRA Brasil               | 22 | 21 | 21 | 23 | 23 | 110   |           |       |
| 24   | Diego Duarte Delgado     | COL Colômbia             | 25 | 23 | 21 | 20 | 21 | 110   |           |       |
| 25   | Félix Hermida            | DOM República Dominicana | 24 | 21 | 24 | 21 | 20 | 110   |           |       |
| 26   | Andres Amador            | ESA El Salvador          | 17 | 15 | 18 | 17 | 20 | 87    |           |       |
| 27   | Antonio Ferracuti        | ESA El Salvador          |    |    |    |    |    | DNS   |           |       |

### Semifinal
| Pos. | Atirador                 | Nacionalidade      | Pontos | Desempate | Notas |
| ---- | ------------------------ | ------------------ | ------ | --------- | ----- |
| 1    | Thomas Bayer             | USA Estados Unidos | 15     |           | QG    |
| 1    | Dustin Perry             | USA Estados Unidos | 15     |           |       |
| 3    | Nicolas Pacheco Espinosa | PER Peru           | 13     |           | QB    |
| 3    | Juan Miguel Rodríguez    | CUB Cuba           | 13     |           | QB    |
| 5    | Federico Gil             | ARG Argentina      | 12     |           |       |
| 5    | Luis Bermudez            | PUR Porto Rico     | 12     |           |       |

### Final

#### Disputa pelo bronze
| Pos.              | Atirador                 | Nacionalidade | Pontos | Desempate | Notas |
| ----------------- | ------------------------ | ------------- | ------ | --------- | ----- |
| Medalha de bronze | Juan Miguel Rodríguez    | CUB Cuba      | 15     | +4        |       |
| 4                 | Nicolas Pacheco Espinosa | PER Peru      | 15     | +3        |       |

#### Disputa pelo ouro
| Pos.             | Atirador     | Nacionalidade      | Pontos | Desempate | Notas |
| ---------------- | ------------ | ------------------ | ------ | --------- | ----- |
| Medalha de ouro  | Thomas Bayer | USA Estados Unidos | 16     |           |       |
| Medalha de prata | Dustin Perry | USA Estados Unidos | 14     |           |       |